# Либенбург
Либенбург (њем. Liebenburg) општина је у њемачкој савезној држави Доња Саксонија. Једно је од 15 општинских средишта округа Гослар. Према процјени из 2010. у општини је живјело 9.009 становника. Посједује регионалну шифру (AGS) 3153008.

## Географски и демографски подаци
Либенбург се налази у савезној држави Доња Саксонија у округу Гослар. Општина се налази на надморској висини од 128 метара. Површина општине износи 78,4 km². У самом мјесту је, према процјени из 2010. године, живјело 9.009 становника. Просјечна густина становништва износи 115 становника/km².

## Међународна сарадња
| Мјесто            | Држава    | Врста сарадње | Од    |
| ----------------- | --------- | ------------- | ----- |
| Сент Обен сир Мер | Француска | партнерство   | 1984. |
| Извор             |           |               |       |